# São Sebastião (São Paulo)
São Sebastião is een gemeente in de Braziliaanse deelstaat São Paulo. De gemeente telt 73.631 inwoners (schatting 2009).

## Aangrenzende gemeenten
De gemeente grenst aan Bertioga, Caraguatatuba en Salesópolis. En over water via het kanaal van São Sebastião met de archipel en gemeente Ilhabela.

## Verkeer en vervoer
De plaats ligt aan de noord-zuidlopende weg BR-101 tussen Touros en São José do Norte. Daarnaast ligt ze aan de weg SP-055.